# Florence Doléac
Florence Doléac, née le 22 juillet 1968 à Toulouse, est une artiste et designeuse française.

## Biographie
Florence Doléac obtient en 1991 un BTS d'expression visuelle à Toulouse, est diplômée en 1994 de l'ENSCI à Paris et devient membre du groupe Radi Designers. Elle cofonde en 1997 la société Radi Designers à Paris. Elle quittera le groupe en 2003 pour se lancer dans une carrière solo.
Depuis 2003, Florence Doléac poursuit ses projets seule. Tout en enseignant à l’ENSAD à Paris et à l’ECAL à Lausanne, elle répond à des commandes et produit des expositions en galeries ; elle est représentée par les galeries d’art Aline Vidal et de design Toolsgalerie de 2002 à 2008 et par la galerie d'art Jousse-Entreprise depuis 2006.
C’est justement dans cet espace interstitiel dans lequel le design dialogue avec l’art et où ses modalités de présentation et de production oscillent entre un dispositif marchand et institutionnel que Florence Doléac inscrit son travail. La revendication de cette position peu commune lui confère une identité particulière. En effet, non seulement Florence Doléac met en jeu une tension entre la production et l’exposition, avec des réponses pleines d’humour et de poésie, mais elle déploie en plus un questionnement sur la fonction et son pendant : l’inutilité.

## Œuvres: une critique de la fonction dans l'univers domestique
Les travaux de Florence Doléac se situent souvent dans l'univers domestique. Autre caractéristique qui définit son travail : l'humour. Chacun des titres de ses œuvres joue sur le jeu de mots et l'humour. Parmi ces œuvres : l'étendoile d'araignée (2007) qui représente un étendoir à linge en forme de toile d'araignée où une paire de chaussettes est accrochée, ici le mot étendoile mixe les mots « toile » (comme la toile d'araignée) et « étendoir » ; le tapis de société (2001) où un tapis est à la fois tapis et jeu de société ou bien tu ronfles moi non plus (2004) d'où le titre fait directement référence à la célèbre chanson de Gainsbourg Je t'aime… moi non plus et qui représente un « caisson de survie anti-ronflement ».

## Expositions

### Expositions personnelles
- 2003, Divagations, Villa Noailles, Hyères
- 2004, Flogistiques, Galerie Aline Vidal, Paris 
  - Expositions, Toolsgaleries
- 2006, Tac tic, Mudac, Lausanne, Suisse
  - Exposition, dans la boutique OWN, Bruxelles, Belgique
- 2007, Intérieur pour animal à deux pattes, Galerie Jousse Entreprise, Paris
  - Floating Minds, Frac Aquitaine, Bordeaux
- 2008, Once Upon a Time, poignée de porte, Galerie des multiples, Paris
  - Va Chercher ! Biennale de Liège, Aquarium-Muséum, Belgique
- 2009, The garbage saloon, un hommage à Michel Houellebecq pour le projet ‘Design & Littérature, une liaison inspirée’ par Esther Henwood, galerie Jousse Entreprise (avril)
- 2011, Pom Pom Dust, galerie Jousse-entreprise, Paris (janvier-février)

### Expositions collectives
- 2002, Le feutre en Asie Centrale, Académie des sciences d’Almety, Kazakhstan
  - Cuisine & Dépendances, Galerie Aline Vidal, Paris
  - Botte-cul, Centre culturel Suisse, Milan / Les designers sur la chaise à traire, Musée de design et d’arts appliqués contemporains, MUDAC, Lausanne / Melk krukjes van internationale ontwerpers, Galerie Binnen, Amsterdam
  - Off Scale, Morozo, 50 designers per 50 progetti, « Peau d’Housse » avec Gaspard Yurkievich, Milan
  - Singuliers Voyages, « Le jeu bénit », installation dans la chapelle du château de Chamarande, Essonne
- 2003, Hyères-Vallauris, Villa Noailles, Hyères
  - Papillan, « Couvercle en biscuit », Université libre de Bolzano
  - Mairie de Paris, Fonds municipal d'art contemporain de la Ville de Paris, Journées européennes du patrimoine, exposition de « La chaise mise à nu », Paris
- 2004, La Baguette du Chef d’orchestre, ECAL, Milan
  - Papillan, « Couvercle en biscuit », Milan
  - L’Intime, le collectionneur derrière la porte, « Passages », La Maison rouge, fondation Antoine-de-Galbert, Paris
  - Made in Africa, Musée national du Mali avec la participation du Centre culturel français de Bamako
- 2005, Cité internationale des arts, exposition du tapis Vague à l’âme, Paris
  - Ça en jette, exposition du tapis Vague à l’âme, galerie Aline Vidal, Paris
- 2006, Sciences Fictions, galerie Aline Vidal, Paris
  - Le Gèant vert, avec François Curlet, Chapelle du Génêteil, Château-Gontier
  - Clarisse Larousse : Le sens de la vie, Galerie des galeries, Paris
  - Propositions lumineuses, Galerie Alain Gutharc, Paris
  - Do You Moule à merveille ? Muset Calbet, Grisolles
  - All Over, « Pop corn », sur une invitation de Matt Sindall, Paris
  - Drôles de dames, Institut culturel français d’Ismir, Turquie
  - Undisciplined, Biennale de Céramique d’Art Contemporaion, Abisola, Italie
- 2007, Mimetic : dans les communs du Château de Tanlay, le Centre d’art de l’Yonne 
  - Céramique d’Abisola : triennale de Milan
  - Parcours St Germain, sweet art, « Bouche bleue », avec Jean-Pierre Vigato, chez Diane von Fürstenberg, Paris
  - L’Art de la sièste : « Sièste collective », parc de Champagne de Reims
  - La Crise du Logement : galerie Dominique Fiat, Paris
- 2008, Des Constructeurs éclectiques 1 & 2 : Floating Minds II + Naufragés sur lit de moquette, CRAC Languedoc Roussillon, Sète
  - Ère de Repos : Naufragés sur lit de moquette, Tu ronfles moi non plus, La chaise mise à nu, Domaine du château d'Avignon, Conseil général des Bouches-du-Rhône
- 2009, Le songe d’une nuit d’hivers, « Naufragés sur lit de moquette », Galerie Jousse-entreprise
  - Invisible Labyrinth + FRAC Île-de-France, Jeppe Hein, « Professeur Tournesol », au Théâtre national de Chaillot, Paris, mars 2009
- 2012, The Way Things Are, Locks Gallery, Philadelphie
  - Francia disenea hoy, Dimad, Espagne, mars 2012
  - Just what is it that Makes Today's Homes so Different, so Appealing?, Richard Hamilton, galerie Aliceday / Bruxelles, avril 2012
- 2013, De chair et d'os, Dans le cadre du cycle EXPO3, avec Eric Croes & David de Tcharner, Exposition proposée par le Centre culturel régional du Centre, au musée Ianchelevici, à La Louvière, Belgique
  - Anatomie du désir : avec Pierre Hardy et Marloes ten Bhomer, Genève, Suisse

## Collection publique
- 2003, FMAC, Fonds municipal d'art contemporain, acquisition de « Passages » et « La chaise mise à nu », Paris
- 2004, artothèque de Caen, acquisition de « Piétinoire », Caen
- 2008, FRAC Île-de-France, acquisition de « Professeur Tournesol », Paris
  - FNAC, Fonds national d'art contemporain, acquisition de « Polybulb », « Piétinoire », « Table-valise »
- 2009, FNAC, Fonds national d'art contemporain, acquisition de « Naufragés sur lit de moquette »

## Prix
- 2006, Les globes de cristal, lauréate du prix de la presse et la culture, Paris